# Ernest Courtot de Cissey

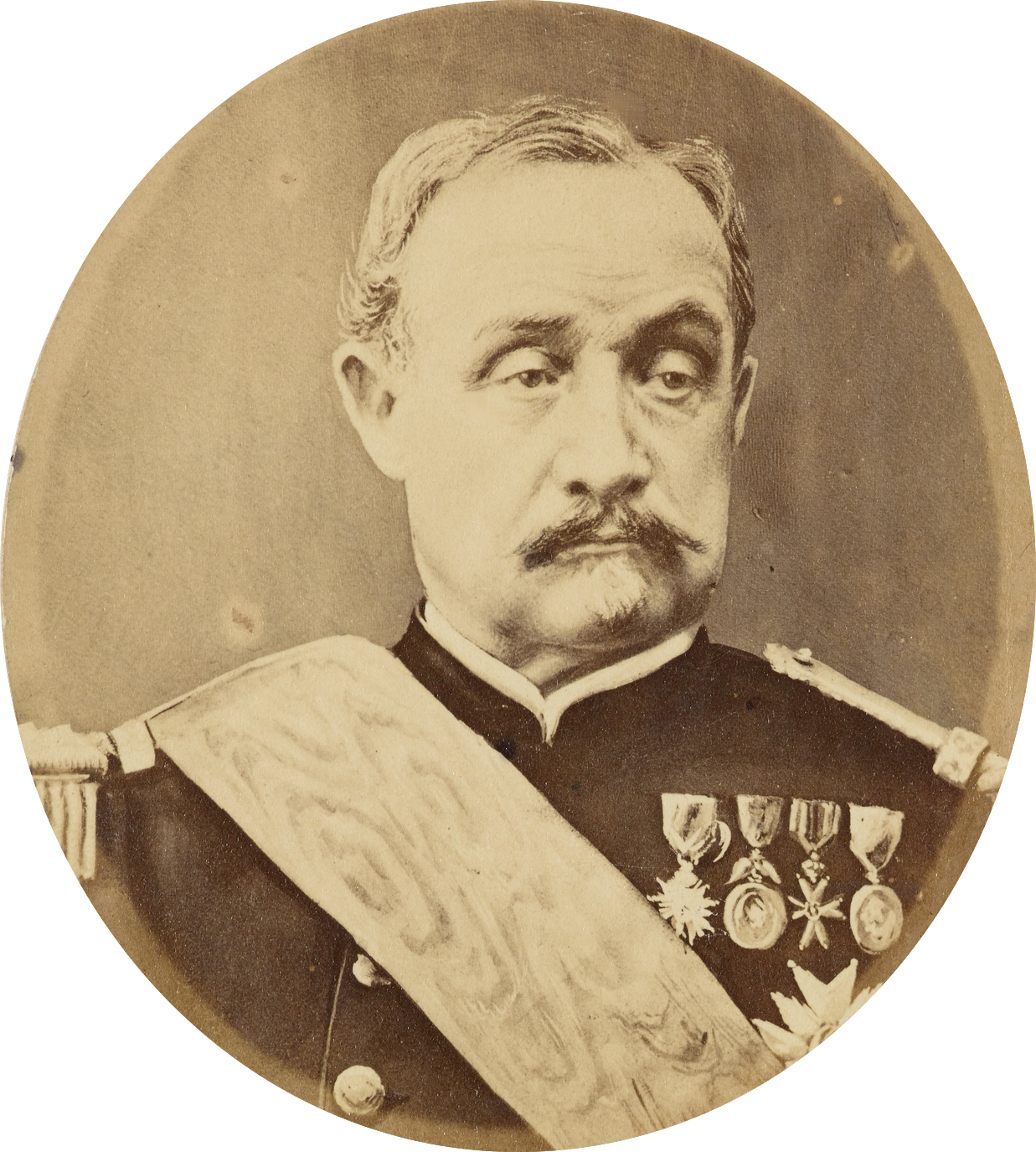
Ernest Louis Courtot de Cissey

Ernest Louis Courtot de Cissey (* 23. Dezember 1810 in Paris; † 15. Juni 1882 ebenda) war ein französischer Général de division und Staatsmann.

## Leben
Courtot de Cissey, Spross einer Burgunder Adelsfamilie, absolvierte 1830 bis 1835 die Militärschule Saint-Cyr und ließ sich zum Stabsmajor ausbilden. Nach dem Abschluss wurde er als Leutnant in die Armee übernommen. Dann diente de Cissey in Algerien und wurde später im Krimkrieg wegen seiner 1854 vor Inkerman bewiesenen Tapferkeit zum Général de brigade befördert. Er erhielt 1863 als Général de division das Kommando der 16. Division in Rennes.
Im Deutsch-Französischen Krieg 1870/71 befehligte Courtot de Cissey die 1. Division des 4. Armeekorps und beteiligte sich an den Kämpfen um die Festung Metz (14., 16. und 18. August) sowie bei Noisseville (31. August) und geriet nach der Belagerung von Metz infolge der Kapitulation am 28. Oktober in deutsche Kriegsgefangenschaft.
Nach Abschluss der Friedenspräliminarien kehrte de Cissey nach Frankreich zurück und erhielt das Kommando über die 2. Armee von Versailles. Am 2. Mai 1871 drang er mit seinen Truppen nach Paris ein und bemächtigte sich bald des ganzen linken Ufers der Seine. Bereits am 8. Februar in die Nationalversammlung gewählt, erhielt Courtot de Cissey von Adolphe Thiers am 5. Juni das Kriegsministerium übertragen. In dieser Stellung hatte er hervorragenden Anteil an der Reorganisation der französischen Armee. Nach dem Sturz Thiers’ am 24. Mai 1873 trat auch Courtot de Cissey zurück. Er erhielt bei der neuen Einteilung der französischen Armee in 18 Korps den Oberbefehl über das IX. Korps in Tours.
Nachdem auch das Kabinett Broglie am 22. Mai 1874 gestürzt worden war, beauftragte der Präsident Mac-Mahon de Cissey mit der Neubildung des Kabinetts, in dem dieser den Vorsitz und das Kriegsministerium übernahm. Auch in den folgenden Ministerien von Buffet und Dufaure übernahm de Cissey das Kriegsministerium, trat jedoch am 16. August 1876 zurück, nachdem er im Dezember 1875 zum lebenslangen Senator gewählt worden war; sein Mandat endete im Jahr 1882.
Im Jahr 1878 übernahm Courtot de Cissey das Kommando des XI. Armeekorps in Nantes. Im Zuge eines Prozesses gegen den französischen Lieutenant-colonel Henri Félix Théodore Jung (1833–1896) wurde de Cissey vorgeworfen ein Verhältnis mit Jungs Frau, der deutschen Baronin Lucie von Kaulla (1840–1891?), gehabt zu haben. Dieser wiederum wurde vorgeworfen für das Deutsche Reich zu spionieren. Daraufhin wurde de Cissey 1880 von der Generalität aus dem aktiven Dienst entlassen und trat in den Ruhestand. Die Parlamentskommission, die zur Untersuchung der gegen ihn erhobenen Beschuldigungen wegen Landesverrats und der Erpressung eingesetzt worden war, sprach ihn später frei. Das Urteil wurde von der Kammer im April 1881 bestätigt.